# Леан, Андре
Андре Фелипе Рибейру Леан (порт. André Filipe Ribeiro Leão; 20 мая 1985, Фреамунде, Португалия) — португальский футболист, полузащитник клуба «Трофенсе».

## Клубная карьера
Андре начал карьеру в профессиональном футболе, подписав контракт с клубом «Фреамунде». На протяжении трех лет, до старта выступлений в первой команде, Леан являлся воспитанником академии «Фреамунде», где и заслужил право на переход в главный состав клуба. В течение первых двух сезонов Леан находился в команде, изредка появляясь на поле в стартовом составе, что не давало игроку возможности полноценно развиваться по причине отсутствия постоянной игровой практики.
Летом 2005 года клуб «Порту» выкупил права на молодого полузащитника, подписав с ним длительный контракт. Его отправили в резервную команду, где он должен был повысить свою квалификацию, прежде чем появиться на поле в матчах клуба «Порту». В течение сезона Андре сыграл 25 матчей и забил 16 мячей за резервный состав лиссабонской команды.
В 2006 году Леан так и не получил возможности выступить за основной состав «Порту», а вместо этого и вовсе покинул клуб, отправившись в «Бейра-Мар». На протяжении одного сезона Леан находился в новой команде, за которую сыграл 20 матчей и забил 2 мяча.
Летом 2007 года полузащитник отправился в румынский клуб «ЧФР», с которым подписал контракт на длительный срок. По причине высокой конкуренции и отсутствия достаточного опыта выступлений в профессиональном футболе Леан приходилось выступать в роли игрока запаса, сыграв в 26 матчах румынской команды за три года.
После трех лет, проведенных в основном на скамейке запасных, Андре получил предложение о переезде в родную Португалию, а именно в клуб «Пасуш де Феррейра». Леан подписал выгодный контракт с клубом, за который уверенно выступает в настоящий момент. Игроку доверили место в стартовом составе, где он выступает на протяжении двух сезонов, пропуская небольшое количество матчей лишь по причине физической неготовности.
12 июня 2014 стало известно что Андре продолжит карьеру в «Вальядолиде». Контракт с ним подписан на три сезона, сообщает пресс-служба клуба.

## Карьера за сборную
С 2004 по 2005 год Андре Леан сыграл 9 матчей и забил 1 мяч за молодёжную сборную Португалии до 20 лет.

## Достижения
ЧФР
- Чемпионат Румынии: 2007/08
- Кубок Румынии (2): 2008, 2009
- Суперкубок Румынии: 2009